# Heming (socken i Kina, Sichuan, lat 30,62, long 103,43)
Heming (kinesiska: 鹤鸣乡, 鹤鸣) är en socken i Kina. Den ligger i provinsen Sichuan, i den sydvästra delen av landet, omkring 61 kilometer väster om provinshuvudstaden Chengdu. Antalet invånare är 12 140. Befolkningen består av 5 867 kvinnor och 6 273 män. Barn under 15 år utgör 9,0 %, vuxna 15-64 år 75 %, och äldre över 65 år 15,0 %.
Genomsnittlig årsnederbörd är 1 431 millimeter. Den regnigaste månaden är juli, med i genomsnitt 351 mm nederbörd, och den torraste är januari, med 12 mm nederbörd.